# Saba (Insel)
Saba ist die kleinste bewohnte Insel der ehemaligen Niederländischen Antillen. Seit dem 10. Oktober 2010 ist sie zusammen mit ihrer unbewohnten Nebeninsel Green Island eine Besondere Gemeinde (bijzondere gemeente) der Niederlande in der östlichen Karibik. Saba gehört nicht zum Schengen-Raum.
Die genaue Bedeutung des Namens Saba ist nicht geklärt. Weit verbreitet ist die Annahme, dass sich der Name Saba aus dem karibischen Wort siba für „Felsen“ herleitet. Saba ist nicht zu verwechseln mit dem gleich lautenden Orts- oder Ländernamen aus der Hebräischen Bibel.

## Geographie
Saba liegt südwestlich von St. Martin und nordwestlich von Sint Eustatius und gehört zu den Inseln über dem Winde. Saba ist eine der sogenannten SSS-Inseln.
Die 13 Quadratkilometer große Insel ist fast rund, misst 4,5 Kilometer im Durchmesser und wird von Steilküsten umsäumt; natürliche Strände gibt es nicht. Etwa 250 Meter nördlich von Saba liegt die unbewohnte, felsige Insel Green Island, die mit tropischen Pflanzen bewachsen ist.
Saba ist geologisch sehr jung, die Insel entstand erst während der letzten 500.000 Jahre durch vulkanische Aktivität als Folge von Subduktionsprozessen am Inselbogen der Kleinen Antillen. Der größte Teil der Insel wird von dem ruhenden Vulkan Mount Scenery eingenommen, der einen vor etwa 100.000 Jahren entstandenen Einsturzkessel ausfüllt. Sein höchster Gipfel erreicht 877 Meter (nach anderen Angaben 887 Meter) und ist damit die höchste Erhebung des Königreichs der Niederlande. Der jüngste Vulkanausbruch auf Saba wird ungefähr auf das Jahr 1640 datiert, kurz bevor europäische Siedler sich auf der Insel niederließen.
Einschließlich der Hauptstadt The Bottom gibt es vier Siedlungen:
| Siedlung                                     | Bevölkerung 2017 | Lage      | Koordinaten                       |
| -------------------------------------------- | ---------------- | --------- | --------------------------------- |
| The Bottom                                   | 685              | Südwesten | 17° 37′ 34,0″ N, 063° 14′ 57,0″ W |
| Windwardside                                 | 693              | Osten     | 17° 37′ 41,0″ N, 063° 13′ 53,0″ W |
| Zion’s Hill (Hell’s Gate)                    | 403              | Nordosten | 17° 38′ 28,0″ N, 063° 13′ 40,0″ W |
| St. Johns                                    | 229              | Süden     | 17° 37′ 13,0″ N, 063° 14′ 34,0″ W |
| Saba                                         | 2010             |           |                                   |
| Karte mit allen Koordinaten : OSM \| WikiMap |                  |           |                                   |

Saba gehört zum Königreich der Niederlande, ist als überseeisches Hoheitsgebiet (ÜLG) jedoch nicht Teil der Europäischen Union.

### Klima
Das Klima ist tropisch warm, gemäßigt durch kühle Passatwinde aus nordöstlichen Richtungen. Die Tagestemperaturen liegen zwischen 21 °C und 29 °C, die Nachttemperaturen zwischen 18 °C und 24 °C. Die jährliche Niederschlagsmenge beträgt rund 1000 Millimeter.

### Flora und Fauna
Obwohl Saba im Laufe der Kolonialzeit durch rücksichtslose Abholzung vollständig entwaldet wurde, hat sich in den folgenden Jahrhunderten ein artenreicher sekundärer Regenwald entwickelt, der durch etliche Wanderwege gut erschlossen ist. Gefährliche oder gar giftige Tiere gibt es nicht. Die einzige auf Saba vorkommende Schlangenart ist die zu den Nattern gehörende, harmlose Alsophis rufiventris („Red-bellied Racer“, auch „Saba Racer“ oder „Orange-bellied Racer“ genannt), die für die Kleinen Antillen endemisch ist. Nur auf Saba anzutreffen ist der Pantheranolis (Anolis sabanus), eine kleine Echsenart aus der Gattung Anolis. Aufgrund der hohen Niederschläge sind Stechmücken häufig, besonders während der Regenzeit. Eine Studie der Avifauna der Insel in den Jahren 2010 bis 2012 konnte auf Saba insgesamt 107 unterschiedliche Vogelarten nachweisen. Mehr als 30 dieser Arten waren vorher auf Saba noch nicht gesichtet worden, man geht davon aus, dass ein Großteil von ihnen aus dem nahe gelegenen St. Martin eingewandert ist. Die steile Küstenlinie Sabas wurde von BirdLife International als sogenannte Important Bird Area ausgewiesen; unter anderem nisten hier Rotschnabel-Tropikvögel und Schuppensturmtaucher in großer Anzahl.
Zum Gipfel des Mount Scenery führt der Mount Scenery Trail (mit laut Hinweistafel 1064 Steinstufen) durch den Regenwald.
Der 350 Hektar große Mount Scenery National Park umfasst einen großen Teil des Inselnordens und -nordwestens und gibt Einblicke in die Artenvielfalt von Flora und Fauna Sabas.
Die Unterwasserwelt nahe der Insel wurde durch den 1987 ins Leben gerufenen Saba National Marine Park sowie durch strenge Gesetze und Auflagen vor Umweltzerstörung weitgehend bewahrt. Für Taucher gelten Saba und seine Korallenriffe als gute Tauchgebiete. Es gibt einige Tauchbasen auf Saba, die hauptsächlich von Tagestouristen frequentiert werden.

## Bevölkerung

Bevölkerungspyramide

Saba hat 1918 Einwohner (Stand Januar 2021). Ungefähr 44 Prozent der Bevölkerung sind römisch-katholisch und etwa 8 Prozent anglikanisch; 19 Prozent der Einwohner gehören anderen Religionsgemeinschaften an (Stand 2017/2018). Damit ist der Anteil der beiden wichtigsten Konfessionen an der Gesamtbevölkerung seit 1992 um je etwa ein Drittel gesunken.

## Sprachen
Eigentlich ist die offizielle Landessprache Niederländisch, jedoch herrscht Englisch sowohl als Umgangs- wie auch als Schul- und Amtssprache vor. Knapp zehn Prozent der Bevölkerung sprechen Spanisch und nur knapp fünf Prozent Niederländisch als Erstsprache. Etwa zwei Drittel der Bevölkerung beherrschen mehr als eine Sprache; rund 11 Prozent der Bevölkerung sprechen auch die Kreolsprache Papiamentu (alle Daten beziehen sich auf 2017/2018).

## Geschichte
Christoph Kolumbus entdeckte Saba auf seiner zweiten Reise im Jahre 1493, wahrscheinlich am 13. November 1493, ging jedoch nicht an Land. Er nahm die Insel für die spanische Krone in Besitz und nannte sie Isla de San Cristóbal (deutsch „Insel des heiligen Christophorus“). Das genaue Datum der Entdeckung ist umstritten, da Kolumbus’ Route durch die Kleinen Antillen nicht mit letzter Sicherheit belegt ist.
Im Jahr 1632 landete eine Gruppe englischer Schiffbrüchiger auf Saba und fand die Insel unbewohnt vor, sie waren wahrscheinlich die ersten europäischen Bewohner Sabas. Im Jahr 1635 verirrte sich ein Franzose auf die Insel und annektierte sie im Namen Ludwigs XIII.
Im Jahr 1640 schließlich wurde Saba durch die Niederländische Westindien-Kompanie (WIC) kolonialisiert, im Laufe der nächsten Jahrhunderte wechselte der Besitz jedoch häufig zwischen den Niederlanden, Großbritannien, Frankreich und Spanien. Erst 1816 ging Saba endgültig in den Besitz der Niederlande über.
Im Jahr 1925 wurden die ersten Esel als Transportmittel auf die Insel gebracht; bis zu diesem Zeitpunkt wurden alle Waren von Trägern auf der Insel transportiert.
Im Jahr 1938 wurde mit dem Bau einer Straße begonnen und 1947 das erste Kraftfahrzeug auf die Insel gebracht.
Im Jahr 1954 wurde Saba als „eilandgebied“ (Inselgebiet, eine Art Gemeinde) Teil des neu gegründeten autonomen Bundeslandes Niederländische Antillen.
Am 9. Februar 1959 landete das erste Flugzeug in einem halsbrecherischen Manöver auf der Insel. Der Pilot Rémy de Haenen war auf St. Barth gestartet und landete auf einer provisorischen Piste. Er bewies, dass die Landung eines Flugzeugs auf Saba prinzipiell möglich war. Daraufhin wurde Anfang der 1960er Jahre mit dem Bau eines Flughafens begonnen, auf dem 1963 die ersten Passagiermaschinen landeten.
Ab 1970 wurde Saba vollständig mit Elektrizität versorgt, 1972 der Hafen ausgebaut, 1980 eine Dekompressionskammer eingerichtet und 1992 eine medizinische Privatuniversität gegründet.
Am 15. Dezember 2008 wurde von Vertretern der Niederlande und der Niederländischen Antillen die Auflösung des Landesverbands der Niederländischen Antillen mit Wirkung zum 10. Oktober 2010 beschlossen. Seit diesem Tag ist Saba, wie von der Bevölkerung gewünscht, eine „Besondere Gemeinde“ der Niederlande. Mit der Auflösung der Niederländischen Antillen wurde auch deren Polizeibehörde, das Korps Politie Nederlandse Antillen (KPNA) aufgelöst. Für die BES-Inseln trat an seine Stelle das Korps Politie Caribisch Nederland.
Am 1. Januar 2011 löste der US-Dollar den Antillen-Gulden als gesetzliches Zahlungsmittel auf der Insel ab.

## Wirtschaft
Während des 17. und 18. Jahrhunderts waren Zucker und Rum die wichtigsten Wirtschaftserzeugnisse, später gewann die Fischerei an Bedeutung. Der Abbau von Schwefel Ende des 19. Jahrhunderts war aufgrund des schwierigen Transports über die raue See nie rentabel und wurde nach kurzer Zeit wieder aufgegeben. Bis in die 1990er Jahre hinein leistete der „Führerscheintourismus“ einen erheblichen Beitrag zur sabanischen Wirtschaft. Pro Woche reisten etwa 60 Niederländer nach Saba, um dort ihren Führerschein zu erwerben, was auf der kleinen Insel mit nur einer echten Straße und ohne Ampeln innerhalb weniger Tage und erheblich einfacher als in den Niederlanden möglich war. Die Bewohner Sabas setzten durch diese Art des Tourismus etwa 500.000 Gulden pro Jahr um. Diese Praxis wurde schließlich 1993 durch die niederländische Regierung verboten.
Gegenwärtig ist der Tauch- und Ökotourismus ein wichtiger Wirtschaftszweig. Jährlich kommen etwa 25.000 Besucher auf die Insel. Neben den Erlösen aus dem Tourismus ist der Verkauf der berühmten Spitzen von Saba („Saba Lace“), auch „Spanish Work“ genannt, eine wichtige Einnahmequelle. Zudem sind die 300 vorwiegend amerikanischen, kanadischen und niederländischen Studenten der medizinischen Privatuniversität Saba University School of Medicine ein nicht unerheblicher Wirtschaftsfaktor.
Das nominale Bruttoinlandsprodukt von Saba lag 2018 bei 48 Mio. US-Dollar. Die Handelsbilanz der Insel ist stark negativ; im Jahr 2020 standen Importen im Wert von mehr als 21 Mio. US-Dollar Exporte von lediglich rund 357.000 US-Dollar gegenüber.
Die Währung ist seit dem 1. Januar 2011 der US-Dollar, der den Antillen-Gulden als gesetzliches Zahlungsmittel auf der Insel ablöste; die alte Währung wurde (auf Saba) binnen eines Monats ungültig.

## Infrastruktur

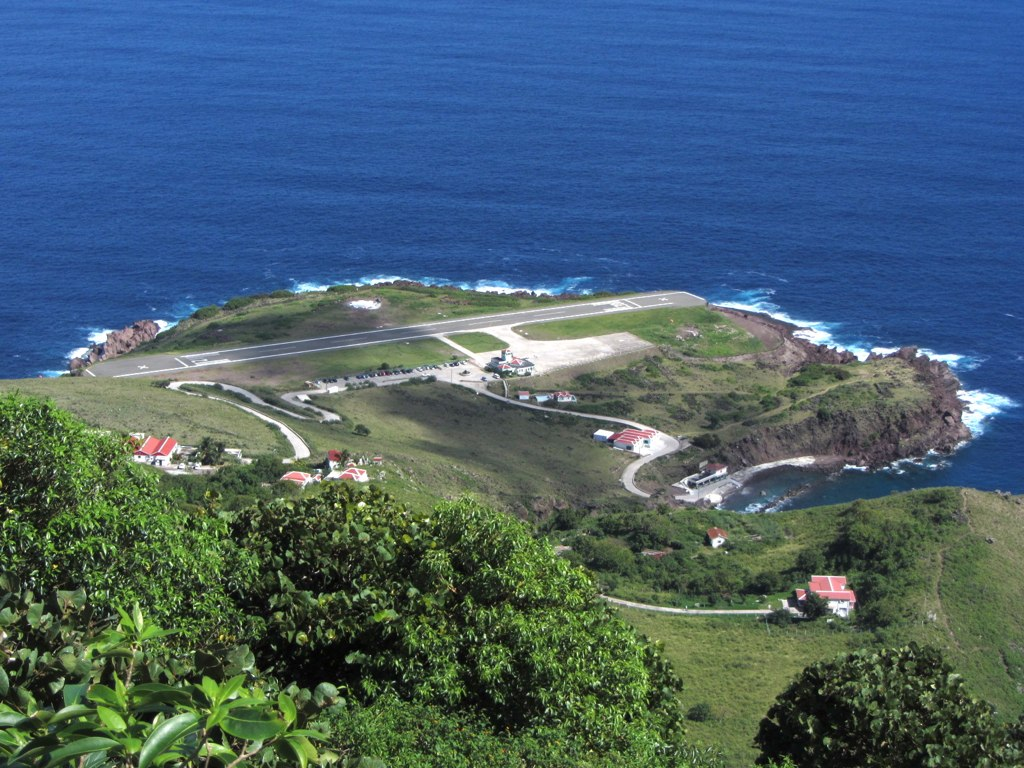
Der Flughafen von Saba

Von der Hauptstadt The Bottom führen 900 in den steilen Felsen gehauene Stufen hinunter zur Bucht Ladder Bay. Bis weit in die zweite Hälfte des 20. Jahrhunderts hinein bestand die einzige Möglichkeit, die Insel zu betreten oder zu verlassen, in dem mühsamen Auf- oder Abstieg über diese Stufen, ebenso mussten alle importierten oder exportierten Güter auf diesem Weg transportiert werden.
Die zwischen 1938 und 1958 gebaute Hauptstraße „The Road“ ist 14,5 km lang und durchquert fast die gesamte Insel. Zurzeit sind über 800 Kraftfahrzeuge auf der Insel angemeldet. Die Sabanesen nutzen selbst für kürzeste Fahrten ihr Auto, sodass zu manchen Zeiten in den Ortschaften The Bottom oder Windwardside ein regelrechter Verkehrsstau herrscht.
Saba verfügt über einen kleinen Flughafen, den Juancho E. Yrausquin Airport (IATA-Code SAB), der Anfang der 1960er Jahre auf der einzigen größeren Ebene der Insel erbaut wurde. Der Flughafen wurde nach dem Minister für Finanzen und Soziales benannt, der die finanzielle Unterstützung der Regierung zum Bau des Flughafens zugesichert hatte. Die mit 400 Metern extrem kurze Start- und Landebahn des Flughafens gilt als eine der kürzesten kommerziell genutzten Flugplatzpisten der Welt, sodass eine Landung auf Saba für die Passagiere ein besonderes Erlebnis bedeutet. Die karibische Fluggesellschaft Windward Islands Airways (Winair) fliegt Saba regelmäßig von den Nachbarinseln Sint Maarten und Sint Eustatius aus an.
Der 1972 eröffnete Hafen Leo A. Chance Pier (benannt nach einem Minister der Regierung der Niederländischen Antillen, der für die Finanzierung gesorgt hatte) in der Fort Bay hat eine regelmäßige Fährverbindung mit der Nachbarinsel Sint Maarten und bietet Ankerplätze für Segel- und Motorboote. Seit 2010 wird das von der Deutschen Gesellschaft zur Rettung Schiffbrüchiger ausgemusterte Tochterboot Erika von der dortigen, noch recht jungen Seenotrettungsorganisation Saba Sea Rescue an der oft stürmischen Südküste eingesetzt.
Die 1980 eingerichtete Saba Marine Park Hyperbaric Facility stellt mit einer Dekompressionskammer für vier Personen auch für die umliegenden karibischen Inseln eine medizinische Notversorgung bei Tauchunfällen bereit.
Die Versorgung der Insel mit elektrischem Strom obliegt seit 2012 der Saba Electric Company. Deren ungefähr 300 Meter nördlich des Hafens Fort Bay gelegenes, 2016 in Betrieb genommenes Benzin-Kraftwerk hat eine installierte Leistung von 4,3 MW. Jährlich werden etwas mehr als 9 Mio. kWh Strom produziert; der Anteil von erneuerbaren Energien an der gesamten Stromerzeugung, der 2017 bei nur rund einem Prozent lag, konnte bis 2019 bereits auf über 25 Prozent gesteigert werden.

## Persönlichkeiten
Im 19. Jahrhundert wurde die junge Mary Gertrude Hassell Johnson zum Studium in ein Kloster nach Caracas geschickt, wo sie das Kunsthandwerk der Spitzenherstellung erlernte. Nach ihrer Rückkehr machte sie die Technik auf der Insel bekannt und begründete damit einen noch heute wichtigen Wirtschaftszweig Sabas.
Der Bau der einzigen Straße Sabas, von den Einheimischen sinnigerweise „The Road“ (deutsch „Die Straße“) genannt, wurde 1938 von Josephus Lambert Hassell mit einem Trupp Einheimischer begonnen, nachdem die niederländische Regierung den Bau einer solchen Straße für unmöglich erklärt hatte. Hassell, der sich seine Kenntnisse im Bauingenieurwesen als Autodidakt durch ein Fernstudium erworben hatte, führte den ersten Teil des Bauvorhabens ohne besondere technische Hilfsmittel durch. Das letzte Teilstück der Straße wurde 1958 fertiggestellt.
Die Königin von Saba steht in keinerlei Verbindung zur hier behandelten karibischen Insel. Sie ist eine Figur aus der Hebräischen Bibel. 

## Sehenswürdigkeiten
Die Ruinen der ersten Siedlung, die 1640 gegründet wurde, befinden sich in der Bucht Tent Bay.
Es gibt drei Museen auf Saba: The Major Osmar Ralph Simmons Museum in The Bottom stellt Alltagsgegenstände aus der Geschichte Sabas zur Schau. Das Harry L. Johnson Museum in Windwardside ist im viktorianischen Stil eingerichtet und bietet unter anderem archäologische Exponate der karibischen Ureinwohner von Fundorten aus der Region. Ebenfalls in der Ortschaft Windwardside befindet sich das Saba Heritage Center, welches sich um die Erhaltung und Förderung des kulturellen Erbes der Insel bemüht.